# Hemicircus
Hemicircus este un gen de păsări din familia ciocănitoarelor, Picidae. Membrii genului se găsesc în India și Asia de Sud-Est. Acestea sunt ciocănitori mici, cu coada scurtă. Penajul este în principal alb și negru.
Genul a fost introdus în 1837 de naturalistul englez William John Swainson, specia tip fiind ciocănitoarea cenușie (Hemicircus concretus). Denumirea genului combină cuvintele din greaca veche hēmi care înseamnă „jumătate” sau „mic” și kerkos care înseamnă „coadă”.

## Specii
Genul conține două specii:
- Hemicircus sordidus
- Hemicircus canente